# Kumla kommunala realskola
Kumla kommunala realskola var en realskola i Kumla verksam från 1951 till 1969.

## Historia
Skolan har sitt ursprung i folkskolan i Fylsta. Vid sekelskiftet 1900 låg de flesta av skolorna i Kumla ute i byarna runt om i socknen, den enda skolan i det nyinrättade Kumla municipalsamhälle var det 1844 uppförda skolhuset vid kyrkan som var i mycket dåligt skick. Skolan i Fylsta uppfördes 1901–1902 och invigdes i maj sistnämnda år. Skolan blev nästan omedelbart överbefolkad och 1905 godkändes en utbyggnad genom vilken skolan fick fyra lärosalar, slöjdsal och lärarbostäder. Befolkningen i Kumla fortsatte dock att öka jämte elevtalet vid skolan i Fylsta trots ett flertal nya skolor inom Kumla stadsområde, och 1945 uppfördes en ny större skolhusbyggnad vid skolan med utrymme för fyra lärosalar, bibliotek, läkarrum och gymnastiksal. 1946 genomgick den äldre byggnaden en omfattande om- och tillbyggnad.
Skolan fanns 1947 som en högre folkskola som 1951 ombildades till en kommunal mellanskola, vilken 1 juli 1952 ombildades till Kumla kommunala realskola.
Realexamen gavs från 1951 till 1969.
Som skollokaler användes paviljonger på Fylstaskolan.